# Invasión Toi
La invasión Toi (刀伊の入寇 Toi no nyūkō?) fue el asalto que realizaron piratas Yurchen al norte de la isla japonesa de Kyushu en 1019. Toi (되, Doe) significa "bárbaro" en el idioma coreano en dicha época.
Desde Goryeo partieron los piratas con 50 naves y asaltaron las islas de Iki, Tsushima y la bahía de Hakata en Kyushu. Usando la isla Noko como base, despojaron villas y secuestraron pobladores japoneses para usarlos como esclavos. 
En ese momento, Fujiwara no Takaie, era el gobernador de Dazaifu, centro administrativo de Kyushu. Éste reunió soldados y de manera exitosa pudieron contenerlos. 
Algunos coreanos fueron capturados por los soldados japoneses en Matsura, pero éstos no eran piratas. Unos meses después, una delegación de Goryeo reportó ante los japoneses que las fuerzas de su país atacaron a los piratas en las afueras de la localidad coreana de Wonsan y rescataron 260 japoneses, los reportes detallados fueron proporcionados por dos mujeres cautivas, Kura no Iwame y Tajihi no Akomi.